# Cornus (plante)
Pour les articles homonymes, voir Cornus.
Genre
Classification phylogénétique
Cornus est un genre botanique composé de 30 à 50 espèces d'arbres et arbustes à feuilles caduques, parfois persistantes, de la famille des Cornaceae. Les individus de ce genre sont appelés cornouiller ou parfois cornelier.
Le genre se répartit entre un et neuf sous-genres (selon les différentes interprétations botaniques).

## Phytonymie
Cornouiller dérive avec un suffixe diminutif de cornus (littéralement « cornu »), qui désigne en latin cet arbuste au bois dur comme de la corne.
Il est connu sous le nom vernaculaire anglais de dogwood (« bois de chien »). Une explication populaire de ce nom est que son écorce était jadis utilisée en décoction pour laver les chiens souffrant de la gale. Cependant, une explication plus probable est que ce nom est une contraction de daggerwood (« bois de dague »), en référence à son bois très dur utilisé autrefois pour fabriquer des fourreaux de dagues, des flèches, des lances, puis des manches d'outils.

## Classification des cornouillers

### Sous-genreCornus
Fleurs à involucre caduc
- Cornus chinensis (cornouiller chinois), Chine.
- Cornus mas L. (cornouiller mâle), Méditerranée.
- Cornus officinalis (cornouiller officinal), Japon.
- Cornus sessilis Torr. ex Dur. (cornouiller à fruits noirs), Californie.
- Cornus eydeana (Chine, découvert en 2002)
- Cornus volkensii (Afrique)

### Sous-genreSwida
Fleurs sans involucre
- Cornus alba
- Cornus alternifolia L. f. - cornouiller alterniflore
- Cornus amomum P. Mill.
- Cornus asperifolia Michx.
- Corbus austrosinensis
- Cornus bretschneideri
- Cornus controversa — cornouiller des pagodes
- Cornus drummondii C.A. Mey.
- Cornus foemina P. Mill.
- Cornus glabrata Benth.
- Cornus hemsleyi
- Cornus koehneana
- Cornus macrophylla
- Cornus obliqua
- Cornus oblonga
- Cornus oligophlebia
- Cornus papillosa
- Cornus parviflora
- Cornus quinquenervis
- Cornus racemosa Lam.
- Cornus rugosa Lam.
- Cornus sanguinea L. — cornouiller sanguin
- Cornus schindleri
- Cornus sericea
- Cornus ulotricha
- Cornus walteri
- Cornus wilsoniana

### Sous-genreChamaepericlymenum
Sous-arbrisseaux rampants à stolons ligneux
- Cornus canadensis L. — cornouiller du Canada
- Cornus suecica L.
- Cornus unalasckensis (Cornus canadensis × Cornus suecica)

### Sous-genreBenthamidia
Grappes de fleurs discrètes, généralement verdâtres, entourées de bractées pétaloïdes
- Cornus angustata
- Cornus capitata — cornouiller de l'Himalaya
- Cornus florida L. — cornouiller à fleurs
- Cornus hongkongensis
- Cornus kousa Hance — cornouiller du Japon
- Cornus multinervosa
- Cornus nuttallii Audubon ex Torr. et Gray — cornouiller de Nuttal (ou cornouiller du Pacifique)

## Hybrides
- Cornus × acadiensis Fern.
- Cornus × arnoldiana Rehd.
- Cornus × friedlanderi W.H. Wagner
- Cornus × rutgersensis
- Cornus × slavinii Rehd.
- Cornus × unalaschkensis Ledeb.

## Symbolique

### Chez les Romains
Lorsque les Romains déclaraient la guerre, un prêtre se rendait à la frontière ennemie, une javeline de cornouiller sanguin à la main, pour bien marquer les intentions belliqueuses.

### Calendrier républicain
Dans le calendrier républicain, le Cournouiller était le nom attribué au 2e jour du mois de ventôse.

### Coutumes liées au cornouiller
En Occitanie, la floraison et la fructification du cornouiller mâle (cornus mas) ont constitué une sorte de convention collective avant la lettre. La floraison indiquait la période à partir de laquelle les servantes des fermières n'étaient plus tenues de ravauder, filer ou tricoter après le repas du soir. Inversement, la maturité des fruits imposait cette obligation. En langue occitane, la prescription se formulait en ces termes : « Comma roja, vielha hoja. Quand la comma a florit la veilhada a falit. »